# Пајнхерст (Џорџија)
Пајнхерст (Џорџија) (енгл. Pinehurst) град је у америчкој савезној држави Џорџија. По попису становништва из 2010. у њему је живело 455 становника.

## Демографија
Према попису становништва из 2010. у граду је живело 455 становника, што је 148 (48,2%) становника више него 2000. године.
| Група             | 2000.       | 2010.       |
| Белци             | 153 (49,8%) | 205 (45,1%) |
| Афроамериканци    | 151 (49,2%) | 219 (48,1%) |
| Азијати           | 0 (0,0%)    | 0 (0,0%)    |
| Хиспаноамериканци | 6 (2,0%)    | 29 (6,4%)   |
| Укупно            | 307         | 455         |